# Rio Grande County
Rio Grande County je okres ve státě Colorado ve Spojených státech amerických. K roku 2000 zde žilo 12 413 obyvatel. Správním městem okresu je Del Norte. Celková rozloha okresu činí 2 362 km².